# 피트 번스
피트 번즈(Pete Burns, 1959년 8월 5일 ~ 2016년 10월 23일)는 잉글랜드의 밴드 데드 오어 얼라이브의 리더이자 보컬리스트였다.